# Borborillus vitripennis
Borborillus vitripennis är en tvåvingeart som först beskrevs av Johann Wilhelm Meigen 1830.  Borborillus vitripennis ingår i släktet Borborillus och familjen hoppflugor. Arten är reproducerande i Sverige. Inga underarter finns listade i Catalogue of Life.